# Histanocerus brendelli
Histanocerus brendelli es una especie de coleóptero de la familia Pterogeniidae.

## Distribución geográfica
Habita en Indonesia.